# Annales de Gergonne
Pour les articles homonymes, voir Annales (homonymie).

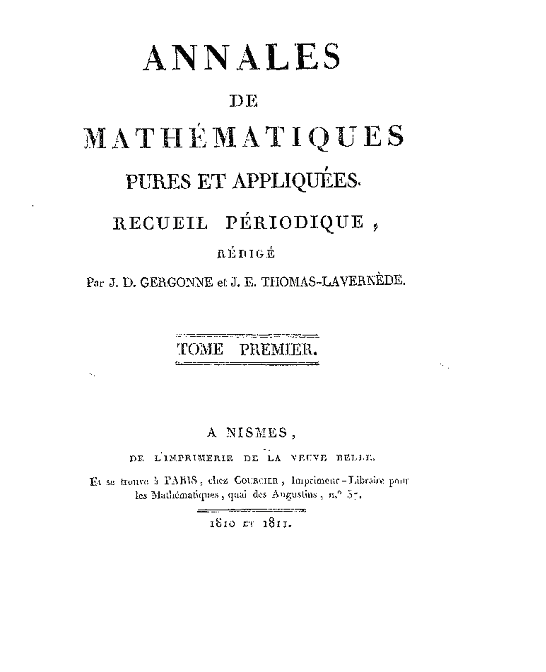
Annales de Gergonne

Au début du XIXe siècle, de 1810 à 1832, le mathématicien nîmois Joseph-Diez Gergonne (1771-1859) publie un journal intitulé Annales de mathématiques pures et appliquées, premier grand périodique « généraliste » consacré aux mathématiques (tant de recherches qu'à visée didactique). Il fut aidé dans les deux premières années par un autre mathématicien de la même ville, Thomas-Lavernède. Puis Gergonne gère seul l'édition de son périodique, y compris après sa nomination à la faculté de Montpellier en 1816.
Ce journal est plus simplement connu sous le nom des Annales de Gergonne.
Composées de 948 articles, lettres ou mémoires (dont certains mériteraient encore de nos jours d'être publiés), ces "Annales" constituent un  important document de près de 9000 pages : elles ont intéressé et impliqué près de 140 auteurs, de tous niveaux, de toutes origines géographiques (en France et en Europe), et dans tous les domaines des mathématiques comme de la « philosophie mathématique ». Évariste Galois y publia son premier article.
Les Annales paraissaient périodiquement (généralement une fois par mois) sous forme de fascicules qui étaient reliés chaque année en épais volumes. Il existe au total 21 volumes reliés, le dernier renfermant en fait deux tomes au sens où l'entendait Gergonne, c'est-à-dire au sens des années de parution non pas civiles, mais allant de juillet à juin : bien qu'inachevé (il ne comporte que quatre articles et une note de Gergonne expliquant l'interruption de la publication), le tome 22 (1831-1832) y apparaît séparément.